# Sinodrepanus thailandicus
Sinodrepanus thailandicus är en skalbaggsart som beskrevs av Ochi, Kon och Masumoto 2004. Sinodrepanus thailandicus ingår i släktet Sinodrepanus och familjen bladhorningar. Inga underarter finns listade i Catalogue of Life.